# Vauriens (anthologie)
Pour les articles homonymes, voir Vauriens.
Vauriens (titre original : Rogues) est une anthologie composée de vingt et une nouvelles rassemblées par Gardner R. Dozois et George R. R. Martin. Elle est parue le 17 juin 2014 aux éditions Bantam Spectra puis elle est parue en français le 31 octobre 2018 aux éditions Pygmalion. L'ouvrage est constitué de nouvelles de genres littéraires variés (fantastique, fantasy, historique, polar, science-fiction…) mais toutes centrées sur des « vauriens » (rogue en anglais).
Vauriens a obtenu le prix Locus de la meilleure anthologie 2015.

## Contenu
- Les temps sont rudes pour tout le monde, 2018 ((en) Tough Times All Over, 2014), par Joe Abercrombie
- Qu'est-ce que vous faites dans la vie ?, 2018 ((en) What Do You Do?, 2014), par Gillian Flynn
- L'Auberge des sept bénédictions, 2018 ((en) The Inn of the Seven Blessings, 2014), par Matt Hughes
- Brindille tordue, 2018 ((en) Bent Twig, 2014), par Joe R. Lansdale
- Tawny Petticoats, 2018 ((en) Tawny Petticoats, 2014), par Michael Swanwick
- Provenance, 2018 ((en) Provenance, 2014), par David W. Ball
- Les Années folles, 2018 ((en) The Roaring Twenties, 2014), par Carrie Vaughn
- Un an et un jour à Theradane-la-Vieille, 2018 ((en) A Year and a Day in Old Theradane, 2014), par Scott Lynch
- Durs à cuivre, 2018 ((en) Bad Brass, 2014), par Bradley Denton
- Métaux lourds, 2018 ((en) Heavy Metal, 2014), par Cherie Priest
- Le Sens de l'amour, 2018 ((en) The Meaning of Love, 2014), par Daniel Abraham
- Une meilleure façon de mourir, 2018 ((en) A Better Way to Die, 2014), par Paul Cornell
- Mal vu à Tyr, 2018 ((en) Ill Seen in Tyr, 2014), par Steven Saylor
- Une cargaison d'ivoires, 2018 ((en) A Cargo of Ivories, 2014), par Garth Nix
- Diamants téquila, 2018 ((en) Diamonds From Tequila, 2014) par Walter Jon Williams
- La Caravane vers nulle part, 2018 ((en) The Caravan to Nowhere, 2014), par Phyllis Eisenstein
- L'Étrange Affaire des épouses mortes, 2018 ((en) The Curious Affair of the Dead Wives, 2014), par Lisa Tuttle
- Comment le marquis a récupéré son manteau, 2018 ((en) How the Marquis Got His Coat Back, 2014), par Neil Gaiman
- À l'affiche ce soir, 2018 ((en) Now Showing, 2014), par Connie Willis
- L'Arbre-éclair, 2018 ((en) The Lightning Tree, 2014), par Patrick Rothfuss
- Le Prince vaurien, ou, le Frère d'un roi, 2018 ((en) The Rogue Prince, or, the King’s Brother, 2014), par George R. R. Martin

## Résumés
Les pages indiquées dans l'item « Situation dans le recueil » sont celles de l'anthologie parue chez J'ai lu, no 12845  (ISBN 978-22902-2531-8).
Chaque nouvelle est précédée d'une notice présentant l'auteur et son œuvre.

### Les temps sont rudes pour tout le monde
- Auteur : Joe Abercrombie.
- Titre original : Tough Times All Over.
- Parution aux États-Unis : 2014.
- Parution en France : 2018.
- Distinction : prix Locus de la meilleure nouvelle longue 2015.
- Situation dans le recueil : pages 21 à 71.
- Résumé : Dans la ville portuaire de Sipani, Carcolf (le « vaurien » de la nouvelle) est une messagère-courrier qui doit transporter un petit paquet. Carcolf est braquée par un homme qui se fait remettre le colis. Puis lui-même se le fait dérober. Le colis passe ainsi de mains en mains sans qu'il soit ouvert. À la fin de la nouvelle, Carcolf parvient à récupérer ce colis, dont le lecteur ne saura jamais ce qu'il contenait.
- Liens externes : 
  - Sur iSFdb 1 et Sur iSFdb 2
  - (en) Sur tor.com
  - Fiche sur Noosfère

### Qu'est-ce que vous faites dans la vie?
- Auteur : Gillian Flynn.
- Titre original : What Do You Do ? (nouvelle ultérieurement parue aussi sous le titre « The Grownup »).
- Parution aux États-Unis : 2014.
- Parution en France : 2018.
- Distinction : Prix Edgar-Allan-Poe 2015.
- Situation dans le recueil : pages 75 à 120.
- Résumé : La narratrice est une jeune femme qui arnaque les gens en leur contant la bonne aventure. Elle reçoit un jour la visite de Susan Burke. Cette dernière a un problème qu'elle ne sait pas résoudre : elle vit dans une maison d'architecture victorienne  qu'elle considère comme étant une maison hantée. Elle craint aussi que Miles, 15 ans, le fils que son époux a eu d'une précédente liaison, ne finisse par la tuer. La narratrice, en faisant des recherches sur internet, découvre que la maison avait été le théâtre d'un drame  en 1897 : le fils de la famille avait tué père et mère au couteau, et le visage de cet adolescent figurant sur une photographie montre des similitudes avec Miles. L'esprit du jeune homme de 1897 serait-il resté dans la demeure et la hanterait-il par le truchement de Miles ? Cependant, au fil des événements, la narratrice découvre qu’elle a été manipulée. Mais par qui ? Par Miles, qui se révèle être un adolescent surdoué mais névrosé, ou par Susan, qui a appris que son époux avait eu une relation intime tarifée avec la narratrice ?
- Liens externes : 
  - Fiche sur iSFdb
  - Fiche sur Noosfère
- Remarque : le roman fantastique Le Tour d'écrou (1898) est cité dans la nouvelle.

### L'Auberge des sept bénédictions
- Auteur : Matt Hughes.
- Titre original : The Inn of the Seven Blessings.
- Parution aux États-Unis : 2014.
- Parution en France : 2018.
- Situation dans le recueil : pages 123 à 165.
- Résumé : 
  - Raffalon est un petit voleur malchanceux. Un jour, traversant une forêt hantée par des cannibales, il assiste à l'enlèvement d'un homme. Ce dernier, fait prisonnier, a laissé tomber sa besace. Après le départ des cannibales et de leur victime, Raffalon fouille la besace. Il n'y trouve aucun objet de valeur, si ce n'est une petite boîte élégamment ouvragée. Parvenant à l'ouvrir, une force divine s'en échappe et prend le contrôle de Raffalon.
  - Ce dernier apprend que la boîte contient l'esprit d'un dieu qui s'est fait prendre et enfermé à l'intérieur. La divinité informe Raffalon qu'elle va l'obliger à secourir Fulferin, l'homme qui transportait la petite boîte. Seul Fulferin pourra rendre au dieu ses pouvoirs. Raffalon négocie avec le dieu et obtient qu'en échange de son aide, le dieu lui donnera de la chance dans la vie. Le pacte étant conclu, Raffalon élabore un plan pour libérer Fulferin. Le coup de main au sein du camp des cannibales est un succès. En sus de Fulferin, Raffalon libère une jeune femme, Erminia. Le trio chemine avec le dieu prisonnier et Fulferin récupère le talisman. Mais Raffalon permet au dieu de découvrir que Fulferin n'est pas si honnête que cela.
  - Ayant écarté Fulferin, Raffalon et Erminia se liguent pour aider le dieu qui a été revendu par Fulferin à un magicien noir, Bolbek. Alors que ce dernier vient d'acheter la boîte contenant le dieu, Raffalon et Erminia découvrent que Bolbeck a fait prisonnier six autres dieux, et que le septième lui permettra de devenir dieu lui-même. Raffalon et Erminia empêchent Bolbeck de s'emparer du dieu, libèrent les autres dieux. Bolbeck est totalement vaincu. Les sept dieux, pour remercier Raffalon et Erminia, leur accordent à chacun des pouvoirs magiques. Raffalon et Erminia tombent amoureux l'un de l'autre et décident d'ouvrir une auberge. Avec les sept bénédictions qu'ils viennent de recevoir, nul doute que leur future auberge aura du succès !
- Liens externes : 
  - Sur iSFdb
  - Fiche sur Noosfère

### Brindille tordue
- Auteur : Joe R. Lansdale.
- Titre original : Bent Twig.
- Parution aux États-Unis : 2014.
- Parution en France : 2018.
- Situation dans le recueil : pages 169 à 213.
- Résumé : Hap a une liaison sentimentale avec la belle Brett. Mais Tillie, la fille de Brett, a disparu depuis plusieurs semaines et Brett craint qu'elle ne soit tombée dans les mains d'un proxénète, d'un dealer ou d'un tueur. Hap lui propose de la rechercher. Avec son meilleur ami Leonard, les deux hommes recherchent la jeune fille. Après une enquête serrée, l'utilisation de revolvers et le démantèlement d'un gang, Hap et Leonard parviennent à libérer Tillie, assommée par les drogues et livrée par un proxénète aux appétits sexuels des hommes, dont un ancien maire et un ancien shérif.
- Liens externes : 
  - Sur iSFdb
  - Fiche sur Noosfère

### Tawny Petticoats
- Auteur : Michael Swanwick.
- Titre original : Tawny Petticoats.
- Parution aux États-Unis : 2014.
- Parution en France : 2018.
- Distinction : nouvelle sélectionnée au prix Locus de la meilleure nouvelle longue 2015 (classée 14e).
- Situation dans le recueil : pages 217 à 260.
- Résumé : Dans une Nouvelle-Orléans de fiction où l'esclavage sous forme de zombification est utilisé par des créanciers pour faire payer leurs débiteurs, Darger et Surplus (les deux « vauriens » de la nouvelle) élaborent une arnaque pour devenir riche. Ils embauchent la jeune, belle et intelligente Tawnymoor (dite « Tawny ») pour réaliser l'opération. L'escroquerie, lancée contre des notables de la ville qui doivent en être les « pigeons », se révèle finalement être un échec complet, lesdits notables ayant pris leurs précautions contre les arnaqueurs en tout genre. À la fin de la nouvelle, Tawny quitte les deux compères et épouse un pirate.
- Liens externes : 
  - Sur iSFdb
  - Fiche sur Noosfère

### Provenance
- Auteur : David W. Ball.
- Titre original : Provenance.
- Parution aux États-Unis : 2014.
- Parution en France : 2018.
- Situation dans le recueil : pages 263 à 307.
- Résumé : Max Wolff est un marchand d'art. Il est peu regardant sur la provenance des tableaux qu'il achète et revend. On lui propose la vente d'un tableau rare du Caravage. Le récit évoque les péripéties entourant ce tableau depuis le XVIe siècle : acheté par un pape, volé, revendu, récupéré par une petite église en Pologne, volé par les nazis pour compléter la collection personnelle d'art d'Hitler, il était ainsi tombé entre les mains du colonel Walter Beck. Ce dernier, en 1945, avant de s'enfuir en Amérique du Sud, le confie à la garde de son père. À la mort de ce dernier, le tableau passe aux mains de Heinrich Beck, frère de Walter. Heinrich a peint plusieurs copies quasi-parfaites de ce tableau. Le tableau acheté par Max est-il l'original ou l'une des copies ? La fin de la nouvelle comporte une chute : Max Wolff est Heinrich Beck et c'est lui qui avait peint les contrefaçons. Il revend la toile (une contrefaçon) au richissime Joe Colley Barber.
- Liens externes : 
  - Sur iSFdb
  - Fiche sur Noosfère

### Les Années folles
- Auteur : Carrie Vaughn.
- Titre original : Roaring Twenties.
- Parutions :
  - aux États-Unis : 2014.
  - en France : 2018.
  - en Allemagne sous le titre Die Goldenen Zwanziger (2016) et en Espagne sous le titre Los turbulentos años veinte (2018).
- Situation dans le recueil : pages 311 à 353.
- Résumé : Le récit est narré par Pauline. Madame M et Pauline sont les « vauriens » de la nouvelle. Ce sont deux femmes dotées de pouvoirs magiques qui viennent en aide à celles et ceux qui leur en font la demande. Et justement, ce soir là, dans le bar clandestin (de type Speakeasy) « The Blue Moon » tenu par la mystérieuse Gigi, on a besoin d'elles. C'est sans compter avec le gangster Anthony et un agent fédéral qui vérifie si une descente de police pourrait être intéressante. La nouvelle comporte une chute inattendue : Gigi se révèle être la sœur de Madame M.
- Articles connexes : Années folles - Roaring Twenties.
- Liens externes : 
  - Sur iSFdb.
  - Fiche sur Noosfère

### Un an et un jour à Theradane-la-Vieille
- Auteur : Scott Lynch.
- Titre original : A Year and a Day in Old Theradane.
- Parution aux États-Unis : 2014.
- Parution en France : 2018.
- Remarque : nouvelle sélectionnée au prix Locus de la meilleure nouvelle longue 2015 (classée 4e).
- Situation dans le recueil : pages 357 à 418.
- Résumé : Le récit est divisé en 17 sections, et dans la nouvelle, les « vauriens » sont tous les personnages. À la suite d'une nuit d'ivresse, Amarelle Parathis insulte la magicienne Ivovandas. Fort courroucée, celle-ci n'attendait qu'un prétexte pour exiger d'Amarelle un travail inattendu et apparemment infaisable : « Je veux que vous voliez la rue de la Prospérité. La rue entière. Sur toute la longueur. La rue entière. Jusqu'à la moindre brique. Elle doit cesser d'exister. Elle doit disparaître de la carte de Theradane. ». Ce que veut dire en réalité la magicienne par ces mots, c'est trouver le « Locus » du magicien Jarrow, son collègue et adversaire, afin que Jarrow perde tous ses pouvoirs. Or elle sait que ce Locus se trouve dans la rue de la Prospérité. Elle donne une année et un jour à Amarelle pour trouver le Locus, faute de quoi Amarelle mourra dans les pires tourments. Ayant obtenu l'autorisation de se faire aider, Amarelle réunit quatre autres personnes autour d'elle (Sophara, Shraplin, Brandwin, Jadelangue) pour « voler la rue de la Prospérité ». En fait, pendant un an, la bande organise le remplacement de chaque pavé, de chaque pierre, de chaque joint en goudron ou en ciment, de chaque détail de mobilier urbain, par des éléments de tailles et de formes similaires, mais différents. La rue est ainsi à la fois enlevée, retirée mais aussi restituée par d'autres matériaux. À la fin du délai imparti, le Locus de Jarrow est désactivé, le magicien est rendu impuissant et la magicienne Ivovandas retire sa menace à l'encontre d'Amarelle. Elle lui fait part de son projet de s'emparer des autres Locus d'autres magiciens. Amarelle et les membres de sa bande acceptent le projet. Ivovandas ignore totalement le projet secret d'Amarelle et de ses compagnons : s'emparer, un jour ou l'autre, du Locus d'Ivovandas.
- Liens externes : 
  - Sur iSFdb
  - (en) Sur tor.com
  - Fiche sur Noosfère

### Durs à cuivre
- Auteur : Bradley Denton.
- Titre original : Bad Brass.
- Parution aux États-Unis : 2014.
- Parution en France : 2018.
- Situation dans le recueil : pages 421 à 503.
- Remarque : la traduction en français fait un jeu de mots entre « dur à cuire » (personne froide et endurcie) et « dur à cuivre » (les cuivres d'un orchestre).
- Résumé : Le récit est divisé en 15 sections, et dans cette nouvelle tous les personnages sont des « vauriens ». 
  - Au Texas, dans les années 2010, Matthew (« Matt ») Marx, enseignant, narrateur du récit et ancien voleur, a suivi une bande d'adolescents (Jared, Tyler, Donny, Marisa) qui ont cambriolé leur lycée, volant plusieurs soubassophones (sorte de tubas) dans la salle de musique. La nuit suivante, ils ont rendez-vous dans un ranch dans le désert pour revendre le produit de leur vol à deux hommes, Bobby Tone et Carlos. Ces derniers roulent les jeunes gens en fixant une faible valeur aux objets volés.
  - Par la suite le narrateur vole aux adolescents la somme de 1 400 dollars versée par les receleurs. Les receleurs et les adolescents ayant convenu d'un nouveau rendez-vous, Matt Marx s'y rend aussi. S'ensuit un rendez-vous difficile où les adolescents sont de nouveau face-à-face avec Carlos et Bobby Tone. Arrivent alors Elizabeth, l'ex-épouse de Matt Marx et proviseure du lycée où les instruments de musique ont été volés, et son compagnon Garrett, professeur de musique dans le même lycée. Puis arrive le shérif adjoint. Sous le regard étonné mais attentif de Matt Marx, cette dizaine de personnes se jauge, se menace, s'intimide. Le sang coulera-t-il ?
  - On apprend que Garrett est le demi-frère de Carlos, lequel au demeurant s'appelle Charly. Finalement, tout se résout de manière satisfaisante : personne n'est tué, personne n'est blessé. La nouvelle se termine par une kermesse au lycée, où Marisa joue à la perfection du soubassophone qui, initialement volé, a été restitué au lycée. Les protagonistes se croisent sans animosité ; la page est tournée.
- Liens externes : 
  - Sur iSFdb
  - Sur Noosfère

### Métaux lourds
- Auteur : Cherie Priest.
- Titre original : Heavy Metal. La traduction en français est une traduction littérale du titre en anglais, qui fait référence au heavy metal et aux métaux lourds. En effet, dans la nouvelle il est fait référence aux métaux lourds que sont le cuivre et le nickel.
- Parution aux États-Unis : 2014.
- Parution en France : 2018.
- Situation dans le recueil : pages 507 à 542.
- Résumé : Kilgore Jones (le « vaurien » de la nouvelle) a entendu parler de deux cas bizarres de noyades au sein d'une zone désertique des États-Unis. Il se rend dans la zone et y rencontre Bethany Huesman, seule « restante » d'une petite colonie d'étudiants qui étaient venus ici pour dépolluer la zone. Bethany lui révèle ce qu'elle sait, et Kilgore comprend qu'il n’est pas venu pour rien. Un entretien avec une autre femme, Ammaw Pete, lui confirme ses suppositions. Le lac est hanté par une créature mystérieuse, qui y vivait longtemps avec l'arrivée des Blancs et même des Indiens. Kilmore est certain que cette créature, devenue méchante avec le temps, va recommencer ses méfaits. Kilmore organise une rencontre avec le démon de l'eau. Après un face-à-face tendu et violent, le démon a le dessous et s'enfuit, quittant la région pour toujours.
- Liens externes :
  - Sur iSFdb
  - Sur Noosfère

### Le Sens de l'amour
- Auteur : Daniel Abraham.
- Titre original : The Meaning of Love.
- Parution aux États-Unis : 2014.
- Parution en France : 2018.
- Situation dans le recueil : pages 545 à 584.
- Résumé : Le prince Steppan Homrey, héritier du royaume de Lyria, a trouvé refuge au sein de la Rive Nord souveraine de la Cité de Névripal. Asa (le « vaurien » de la nouvelle) est son meilleur ami. Tous deux vivent dans la clandestinité. Un jour, Steppan annonce à Asa qu'il a croisé la plus belle femme qu'il a vue de sa vie. Elle s'appellerait Zelanie Jost et il demande à Asa de se renseigner sur cette jeune femme. Asa finit par la retrouver : sa famille va la vendre au marché aux esclaves. Au cours de ses recherches pour trouver Zelanie, Asa apprend que les Juges de Névripal recherchent le chancelier Rouse. Or Asa sait où le chancelier Rouse a trouvé refuge : au sein d'un Temple. Asa rencontre le proscrit Rouse et établit une entente avec lui : il l’aidera à le cacher à condition que Rouse l'aide à faire libérer Zelanie. Un plan est élaboré à cet effet. Les chasseurs des Juges sont mis hors de combat et revendus au marché aux esclaves, puis Asa transmet à Zelanie une petite fiole de liquide qu'elle devra boire à la tombée de la nuit. Le lendemain matin, elle est retrouvée comme morte et jetée au fleuve par les esclavagistes. Son corps est repêché par Asa, qui l’emmène au domicile du prince Steppan. Quand Zelanie se réveille, Steppan est absent et Zelanie croit qu'Asa est amoureux d'elle. Zelanie se jette au cou d'Asa et les deux ont une relation sexuelle. Mais Steppan revient bientôt et « récupère » Zelanie. Asa se rend compte qu'il est en trop et souhaite bonne chance au nouveau couple. Se désolant que ce soit Steppan qui soit tombé amoureux de Zelanie, Asa donne, dans le dernier paragraphe de la nouvelle, sa définition de l'amour : « L'amour est comme un pigeon chiant au-dessus d'une foule : la fiente n'atterrit pas toujours sur ceux qui la méritent ».
- Liens externes :
  - Sur iSFdb
  - Sur Noosfère

### Une meilleure façon de mourir
- Auteur : Paul Cornell.
- Titre original : A Better Way to Die.
- Parution aux États-Unis : 2014.
- Parution en France : 2018.
- Situation dans le recueil : pages 587 à 628.
- Résumé : Dans un « monde optionnel » se trouvant dans un univers parallèle, Hamilton doit affronter son double de lui-même qui est plus jeune. Dans cette nouvelle, le « vaurien » est Hamilton.
- Liens externes :
  - Sur iSFdb
  - Sur Noosfère

### Mal vu à Tyr
- Auteur : Steven Saylor.
- Titre original : Ill Seen in Tyre.
- Parution aux États-Unis : 2014.
- Parution en France : 2018.
- Situation dans le recueil : pages 631 à 671.
- Résumé : Dans cette nouvelle, le « vaurien » est Kerynis. On est au Ier siècle avant notre ère. Gordien, 19 ans, et son tuteur Antipatros se rendent à Tyr. Antipatros va retrouver la ville de son enfance et a pris des contacts avec un homme susceptible de lui vendre un antique codex de papyrus comprenant des recettes permettant de réaliser toutes sortes de potions. La rencontre a lieu dans une auberge, où Gordien remarque la beauté de la serveuse. L'homme, prénommé Kerynis, propose à Antipatros d'absorber une potion d'invisibilité dont la recette est indiquée dans le manuscrit qu'il vend. Si le lecteur se rend bien compte de l'arnaque effectuée par le vendeur, Antipatros croit comme du fer qu'il va pouvoir devenir invisible. Il boit à son tour la potion d'invisibilité et se rend dans la salle commune de l'auberge : personne, croit-il, ne l’aperçoit. Puis Gordien, à son tour, boit de la potion : personne ne semble le voir dans la chambre commune. Antipatros accepte d'acquérir les manuscrits et paie la somme réclamée par Kerynis. La nuit suivante, Gordien, attirée par le jeune serveuse de l'auberge (prénommée Galatée), décide de boire à nouveau de la potion d'invisibilité. Il se rend dans la chambre de Galatée, pensant ne pas être vu et donc non reconnu. Il réalise alors son erreur : Galatée dort avec Kerynis, et tous deux reconnaissent Gordien. Ce dernier comprend l’escroquerie dont a été victime Antipatros. Celui-ci refuse de faire annuler la vente : après tout, les manuscrits sont authentiques, et le subterfuge de Kerynis ne suffit pas à faire annuler la vente. Il se peut que les consommateurs dans la salle commune de l’auberge aient été payés par le vendeur : il incombait à Antipatros et à Gordien de se méfier. Le lendemain, Kerynis quitte l'auberge, tandis que Gordien et Antipatros continuent leur périple.
- Remarque : le titre en français « Mal vu à Tyr » évoque, d'une part la prétendue potion d'invisibilité promue par Kerynis, et d'autre part que la magie est mal considérée à Tyr.
- Liens externes :
  - Sur iSFdb
  - Sur Noosfère

### Une cargaison d'ivoires
- Auteur : Garth Nix.
- Titre original : A Cargo of Ivories.
- Parution aux États-Unis : 2014.
- Parution en France : 2018.
- Situation dans le recueil : pages 675 à 711.
- Résumé : Deux compères, Sir Hereward, un chevalier aventurier, et Monsieur Fitz, un pantin articulé doté de la conscience et de la possibilité d'agir dans le monde des humains, ont le projet de cambrioler un entrepôt bien gardé appartenant à Montaul. Au cours de l'exécution de leur plan audacieux, ils croisent la route de Tira, 15 ans, qui elle-aussi a le même projet. Les deux compères et la jeune fille (les trois « vauriens » de la nouvelle) entrent en compétition. Jusqu'au moment où ils découvrent que la cargaison d'ivoires qu'ils convoitent est gardée par une mystérieuse « divinité »…
- Liens externes :
  - Sur iSFdb
  - Sur Noosfère

### Diamants téquila
- Auteur : Walter Jon Williams.
- Titre original : Diamonds From Tequila.
- Parution aux États-Unis : 2014.
- Parution en France : 2018.
- Situation dans le recueil : pages 715 à 787.
- Résumé : 
  - Dans cette nouvelle, le « vaurien » est Sean. Ce dernier est un acteur de seconde zone qui est en train de participer au tournage d'un film au Mexique. Il joue le personnage du méchant et le tournage a lieu selon le planning prévu, dans une bonne ambiance. Tout change quand sa partenaire de tournage, Loni, est retrouvée morte par Sean dans son bungalow. La police mexicaine est avertie et l'enquête commence. Loni a été tuée par une balle qui lui a percé le crâne. Mais qui en aurait voulu à la jeune Loni, si belle et si sympathique ?
  - Un homme retient l'attention de Sean : l'adjoint du chef-accessoiriste est Ossley Ramirez et l'homme paraît excessivement nerveux. Sean apprend qu'Ossley a inventé, en théorie, la possibilité pour tout le monde de créer sa propre drogue à domicile. Ossley suppose que c'est Antonio Contreras, un chef mafieux local à la tête d'un important cartel de la drogue, qui a mis sa tête à prix. L'enquête permet de découvrir que la balle avait été tirée depuis la mer, et que Loni n'était pas la victime attendue (elle se trouvait en un endroit non visible de la côte). Sean organise avec des policiers locaux (grassement rémunérés à cet effet) une fausse fusillade non loin de la chambre d'Ossley. Celui-ci croit qu'il a été visé à deux reprises par des tueurs d'Antonio Contreras. Sean obtient son accord pour passer un accord avec Antonio Contreras : en échange d'une forte somme d'argent versée par le mafieux, Ossley s'engage à ne jamais révéler la méthode révolutionnaire qu'il a mise au point. Sean rencontre donc le mafieux et lui propose le marché. À sa grande surprise, Contreras accepte de verser chaque année 25 millions de dollars à Ossley sur un compte dans un paradis fiscal. Sean rend compte de l’accord à Ossley et lui vire sur un compte bancaire la moitié de la somme obtenue du trafiquant de drogue. Ossley quitte précipitamment le Mexique. Poursuivant son enquête personnelle, Sean découvre qu'Ossley Ramirez avait appliqué la même méthode théorique pour la contrefaçon de médicaments. Or il y a dans la résidence un homme, prénommé Chip, qui est en lien avec un important laboratoire pharmaceutique.
  - À la suite d'un astucieux stratagème qui lui permet d'obtenir la preuve filmée que Chip a été envoyé par l'entreprise pharmaceutique pour exécuter Ossley, Sean propose un marché : en échange du silence de Sean et d'Ossley, l'entreprise doit verser 50 millions de dollars. L'entreprise accepte le marché et Sean reçoit la somme réclamée. Il profite de cet argent pour devenir le producteur du film et changer la fin mièvre et attendue en une fin inattendue : le vaurien du film l'emporte sur la police, empoche l'argent et mène une vie heureuse avec l’argent volé. L'histoire de ses aventures au Mexique, en quelque sorte.
- Liens externes :
  - Sur iSFdb
  - Sur Noosfère

### La Caravane vers nulle part
- Auteur : Phyllis Eisenstein.
- Titre original : The Caravan to Nowhere.
- Parution aux États-Unis : 2014.
- Parution en France : 2018.
- Situation dans le recueil : pages 789 à 844.
- Remarque : la nouvelle évoque comme personnage principal Alaric le Ménestrel, un des personnages récurrents de l'autrice.
- Résumé : Alaric le Ménestrel fait la connaissance de Piros, le caravanier, qui lui propose de se rendre avec lui et ses hommes de l'autre côté du Grand désert. Le but est de commercer avec des tribus : leur fournir ce qu'il leur manque, et leur acheter leurs produits. Cherchant à étendre ses connaissances et à trouver des sujets pour ses chansons, Alaric accepte. La caravane se met en route. Piros ordonne à Alaric de ne pas écouter son fils Rudd, et de ne pas obéir à ses demandes ni à ses ordres. Les hommes voyagent sur des dromadaires et le voyage sera long. Piros est secondé par Hanio, son homme de confiance. Au bout de plusieurs semaines de voyages, Alaric en apprend plus sur les produits vendus, achetés et échangés. Il en apprend plus, aussi, sur l’étrange comportement de Ruud. Ce dernier, dans son enfance, a ingéré de la Poudre, une puissante poudre hallucinogène que Piros va acheter à une tribu vivant en plein Grand désert pour la revendre avec de grands bénéfices. L'ingestion de cette drogue a jadis perturbé l'esprit de Rudd, qui désormais a des hallucinations. Comme tous les membres de la caravane, il voit le mirage de la Grande cité, que l'on croit voir de loin et qui n'existe pas. Si tout le monde sait que la Grande cité n'existe pas, Ruud croit au contraire qu'elle existe vraiment et veut à tout prix la rejoindre. Enfin on arrive à une oasis. Piros, Hanio, Ruud et Alaric se rendent seuls au village où l'on achète la Poudre. Arrivés là, Piros et Alaric sont victimes d'un guet-apens et enfermés dans le boyau d'entrée de la grotte où l'on récupère la Poudre. Alaric trouve le moyen pour s'échapper du souterrain, de réagir et de faire fuir leurs assaillants. Piros et lui découvrent que c'est Hanio qui a manigancé le piège. Un combat a lieu entre Piros et Hanio, qui est tué par Piros. On recherche Ruud : ayant ingurgité de nouveau de la Poudre et rendu délirant, il parcourt seul le désert à la recherche de la Grand cité. Alaric le retrouve, fait son possible pour le ramener, mais sans effet : Ruud est à la poursuite de son rêve insensé, allant vers nulle part (d'où le titre de la nouvelle). Alaric retrouve Piros, et tous deux rejoignent leurs collègues de la caravane.
- Liens externes : 
  - Fiche sur iSFdb
  - Fiche sur Noosfère

### L'Étrange Affaire des épouses mortes
- Auteur : Lisa Tuttle.
- Titre original : The Curious Affair of the Dead Wives.
- Parution aux États-Unis : 2014.
- Parution en France : 2018.
- Situation dans le recueil : pages 844 à 908.
- Résumé : La narratrice est miss Lane, détective privée associée à monsieur Jesperson. Une enfant, Felicity Travers, vient toquer à l’agence de détectives Jesperson-Lane. Elle demande une enquête sur sa demi-sœur Alcinda Travers, 20 ans, qui serait morte il y a un mois et inhumée, mais qu'elle déclare avoir vu dans une allée du cimetière avec un homme. L'enquête conduit les deux enquêteurs vers monsieur Smurl, le gérant du cimetière. Ils finissent par découvrir à son domicile plusieurs femmes qui, après une fausse déclaration de décès, ont été hypnotisées et gardées comme « épouses », avec l'accord au demeurant de son épouse légitime. Alcinda, qui fait partie des « épouses », est « réveillée » et ramenée chez elle. Elle affirme qu'elle était consentante pour vivre, le temps de quelques jours ou semaines, ce rôle d'épouse après une fausse inhumation. Quelque temps plus tard, on apprend que monsieur Smurl a été retrouvé mort. S'agit-il d'un suicide, ou d'un meurtre commis par sa femme ? On ne le saura jamais.
- Remarque : le titre de la nouvelle fait penser aux titres de certaines affaires résolues par Sherlock Holmes ; le nom du détective est d'ailleurs cité deux fois dans la nouvelle ; les associés Jesperson-Lane ont leur bureau au 203-A Baker Street.
- Liens externes : 
  - Fiche sur iSFdb
  - Fiche sur Noosfère

### Comment le marquis a récupéré son manteau
- Auteur : Neil Gaiman.
- Titre original : How the Marquis Got His Coat Back.
- Parution aux États-Unis : 2014.
- Parution en France : 
  - dans la revue Bifrost, no 82, éd. Le Bélial'  (ISBN 978-2-913039-79-7), avril 2016, pages 42 à 69[3] ;
  - dans la présente anthologie (2018).
- Situation dans le recueil : pages 911 à 948.
- Résumé : Le marquis de Carabas s'est fait voler son manteau magique. Il le recherche en vain. Il obtient de l'aide de la part d'un homme de la Vallée des Champignons : en échange d'indications sur le voleur, le marquis doit remettre une lettre d'amour à une jeune femme prénommée Drusilla. Le marquis accepte. Le voleur portait une croix avec une crosse : ou bien un prêtre, ou bien un Berger. Éliminant le prêtre, il comprend que c'est un Berger qui détient le précieux manteau. Il se met en route, rencontre une fillette prénommée Knibbs, mais il est capturé par l'Éléphant, à qui il avait volé le Journal intime. Mis dans un caveau de l'Éléphant, le marquis doit périr noyé. Mais il reçoit l'aide inattendue de son frère Pérégrine qui le libère. Il poursuit son chemin et est fait prisonnier par des Bergers. Là encore il est près de mourir, mais il fait lire au chef de l’escouade la lettre d'amour, laquelle comportait des spores de Champignons ayant des pouvoirs de neutralisation de la volonté. La bande des Bergers est mise hors d'état de nuire, et le marquis en profite pour récupérer son manteau qui était en possession du chef des Bergers. S'étant réconcilié avec l'Éléphant, le marquis retourne à la Vallée aux Champignons.
- Liens externes :
  - Fiche sur iSFdb
  - Fiche sur Noosfère

### À l'affiche ce soir
- Auteur : Connie Willis.
- Titre original : Now Showing.
- Parution aux États-Unis : 2014.
- Parution en France : 2018.
- Situation dans le recueil : pages 951 à 1015.
- Résumé :
- Liens externes : 
  - Fiche sur Noosfère

### L'Arbre-éclair
- Auteur : Patrick Rothfuss.
- Titre original : The Lightning Tree.
- Parution aux États-Unis : 2014.
- Parution en France : 2018.
- Distinction: classée 2e au prix Locus 2015 - meilleure novella.
- Situation dans le recueil : pages 1019 à 1099.
- Résumé : Une journée dans la vie de Bast avant les événements de la Chronique du tueur de roi.
- Liens externes : 
  - Sur iSFdb
  - Sur tor.com
  - Fiche sur Noosfère

### Le Prince vaurien, ou, le Frère d'un roi
- Auteur : George R. R. Martin.
- Titre original : The Rogue Prince, or, the King’s Brother.
- Parution aux États-Unis : 2014.
- Parution en France : 2018.
- Situation dans le recueil : pages 1105 à 1150.
- Résumé : Presque 200 ans avant Le Trône de fer, le récit relate les événements s'étant déroulés durant les deux années précédant La Princesse et la Reine, ou les Noirs et les Verts, et notamment le rôle qu'a joué dans ceux-ci le prince Daemon Targaryen.
- Liens externes : 
  - Sur tor.com
  - Fiche sur Noosfère

## Éditions
- Rogues, Bantam Spectra, 17 juin 2014, 811 p.,  (ISBN 978-0-345-53726-3)
- Vauriens, Pygmalion, 31 octobre 2018, trad. Benjamin Kuntzer, 801 p.  (ISBN 978-2-7564-2385-2)
- Vauriens, J'ai lu, coll. « Science-fiction » no 12845, 8 janvier 2020, trad. Benjamin Kuntzer, 1 152 p.  (ISBN 978-2-290-22531-8)